# Joachim Hirayama
Joachim Hirayama (zm. 19 sierpnia 1622 w Nagasaki w Japonii) – błogosławiony Kościoła katolickiego, japoński męczennik, ofiara prześladowań antykatolickich w Japonii.

## Życiorys
W Japonii w okresie Edo (XVII w.) doszło do prześladowań chrześcijan.
Joachim Hirayama należał do Bractwa Różańcowego. Był kapitanem statku, którym w 1620 r. do Japonii przybyli dominikanin Ludwik Flores i augustianin Piotr de Zúñiga. Gdy po uwięzieniu zdecydowali się oni ujawnić jako katoliccy misjonarze, aresztowano również Joachima Hirayama. Spalono go żywcem razem z nimi 19 sierpnia 1622 r. w Nagasaki. Przed śmiercią był świadkiem ścięcia 12 członków swojej załogi (Antoniego Yamada, Bartłomieja Mohyōe, Jakuba Matsuo Denji, Jana Miyazaki Soemon, Jana Nagata Matashichi, Jana Yagō, Leona Sukeemon, Marka Takenoshita Sin’emon, Michała Hori, Pawła Sankichi, Tomasza Koyanagi i Wawrzyńca Ikegami Rokusuke).
Został beatyfikowany w grupie 205 męczenników japońskich przez Piusa IX w dniu 7 lipca 1867 (dokument datowany jest 7 maja 1867).
Dniem jego wspomnienia jest 10 września (w grupie 205 męczenników japońskich).